# 내비게이션 (영화)
"내비게이션"은 2014년에 개봉한 대한민국의 영화이다.

## 캐스팅
- 황보라 : 수나 역
- 탁트인 : 민우 역
- 김준호 : 철규 역
- 김충일 : 과대 역
- 서은솔 : 과대여친 역
- 이명자 : 할머니 역
- 강하나 : 여고생 역
- 김준한 : 엔딩 남 역
- 김그림 : 엔딩 여 역
- 양혜란 : 오토바이 여 역
- 이동원 : 사고현장 경찰 역
- 김은지 : 라디오 성우 역